# Bundeswehrdisziplinaranwalt

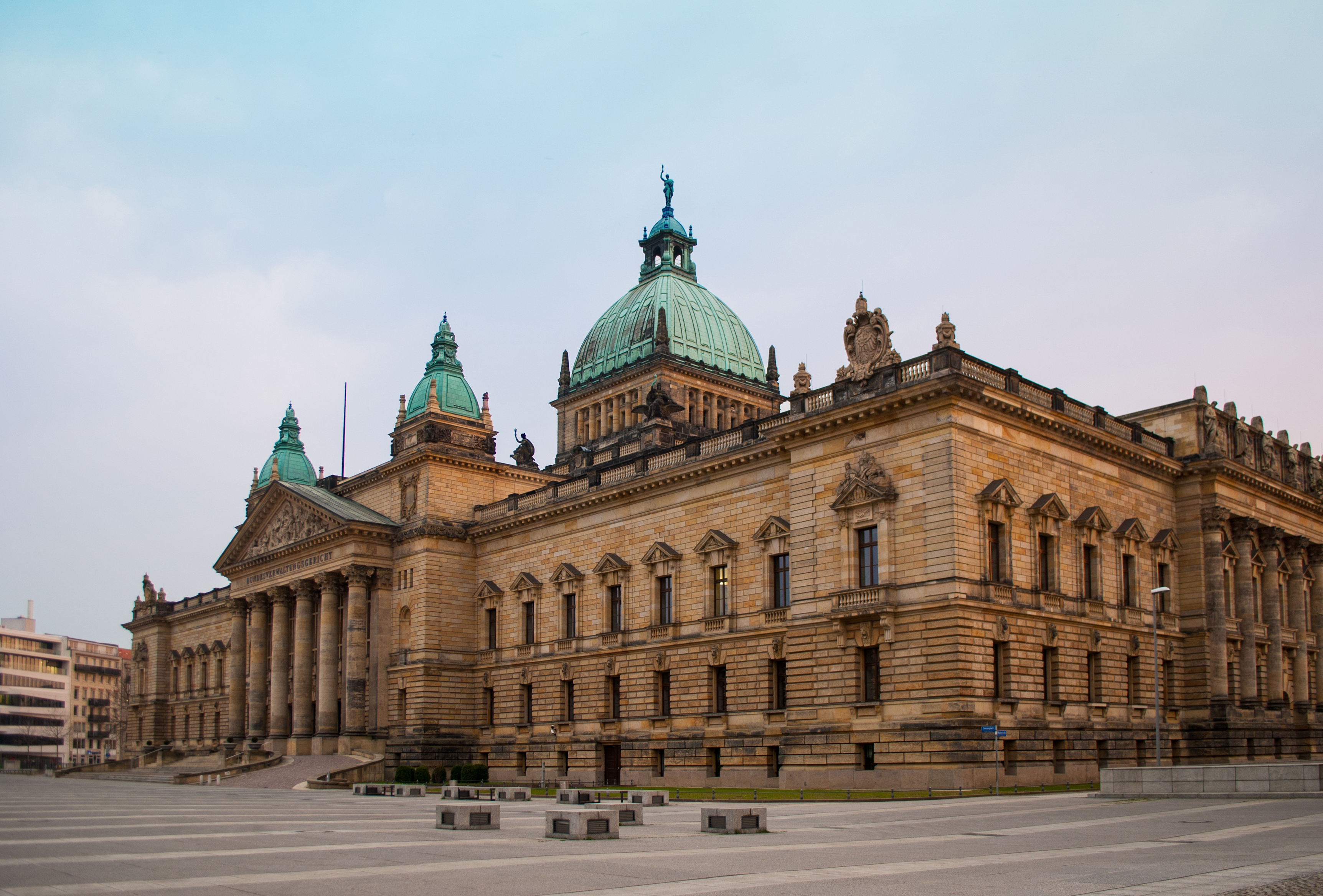
Dienstgebäude des Bundesverwaltungsgerichts, das auch vom Bundeswehrdisziplinaranwalt genutzt wird

Der Bundeswehrdisziplinaranwalt beim Bundesverwaltungsgericht (BWDA), oft zusammen mit seinen Bediensteten als „Bundeswehrdisziplinaranwaltschaft“ bezeichnet, ist nicht nur Behördenleiter, sondern vielmehr organisationsrechtlich selbst eine Bundesoberbehörde bzw. funktional eine Justizbehörde und vertritt in der Berufungsinstanz eines gerichtlichen Disziplinarverfahrens den Bundesminister der Verteidigung und die übrigen Einleitungsbehörden der Bundeswehr vor den Wehrdienstsenaten des Bundesverwaltungsgerichts. Der BWDA mit Sitz in Leipzig ist besoldungsrechtlich in die Besoldungsgruppe B 6 eingruppiert. Im Januar 2023 hat Mareike Wittenberg, bisher Ministerialrätin und Referatsleiterin I 5 in der Abteilung Recht des Bundesministeriums der Verteidigung in Berlin, die Aufgaben der Bundeswehrdisziplinaranwältin beim Bundesverwaltungsgericht übernommen.

## Befugnisse
Die Befugnisse werden von ihm persönlich oder im Auftrag von seinen hauptamtlichen Mitarbeitern des höheren Dienstes wahrgenommen. Aufgrund seiner Stellung als Vertreter aller Einleitungsbehörden vor dem Bundesverwaltungsgericht und als Weisungsberechtigter gegenüber den Wehrdisziplinaranwaltschaften ist der Bundeswehrdisziplinaranwalt zudem insoweit verpflichtet, auf eine angemessene einheitliche Ausübung der Disziplinarbefugnisse hinzuwirken und dem durch disziplinare Verfahrensgrundlagen für die Wehrdisziplinaranwaltschaften zu entsprechen. In Antragsverfahren nach der Wehrbeschwerdeordnung (WBO) vertritt der Bundeswehrdisziplinaranwalt den Bundesminister der Verteidigung, die Inspekteure der Teilstreitkräfte und Vorgesetzte in vergleichbarer Dienststellung vor den Wehrdienstsenaten.
Der gerichtliche Rechtsschutz sowohl in truppendienstlichen Beschwerdeangelegenheiten nach der Wehrbeschwerdeordnung als auch in Disziplinarbeschwerdesachen nach der Wehrdisziplinarordnung (WDO) endet bei den Truppendienstgerichten, soweit nicht letztinstanzlich die Wehrdienstsenate des Bundesverwaltungsgerichts zuständig sind. In diesen Fällen und ebenso im Arrestbestätigungsverfahren kann das Truppendienstgericht dem Bundesverwaltungsgericht Rechtsfragen von grundsätzlicher Bedeutung zur Entscheidung vorlegen, um die Fortbildung des Rechts oder die Sicherung einer einheitlichen Rechtsprechung zu gewährleisten. Der Bundeswehrdisziplinaranwalt hat bei diesen so genannten Richtervorlagen gegenüber dem Bundesverwaltungsgericht Stellung zu nehmen.

## Rechtliche Stellung
Der Bundeswehrdisziplinaranwalt ist nur an Weisungen des Bundesministers der Verteidigung gebunden. Er und seine hauptamtlichen Mitarbeiter des höheren Dienstes müssen die Befähigung zum Richteramt besitzen. Seine Stellung ist vergleichbar mit der des Generalbundesanwaltes beim Bundesgerichtshof.
Dem Bundeswehrdisziplinaranwalt unterstehen die etwa 100 Wehrdisziplinaranwälte an den Wehrdisziplinaranwaltschaften, welche die Einleitungsbehörden in gerichtlichen Disziplinarverfahren vor den Truppendienstgerichten vertreten und die von den Wehrdienstgerichten verhängten Disziplinarmaßnahmen vollstrecken, dienst- und fachaufsichtlich.

## Dienstsitz
Der Bundeswehrdisziplinaranwalt hat seinen Dienstsitz am Simsonplatz 1 in Leipzig.

## Amtstracht
Die Amtstracht des Bundeswehrdisziplinaranwalts besteht gemäß der Anordnung des Bundespräsidenten über die Amtstracht bei den Wehrdienstgerichten aus einer Amtsrobe und einem Barett. Zur Amtsrobe trägt der Bundeswehrdisziplinaranwalt eine breite weiße Halsbinde mit herabhängenden Enden. Die Farbe der Amtstracht ist für den Bundeswehrdisziplinaranwalt karmesinrot. Der Besatz an der Amtsrobe und am Barett besteht für den Bundeswehrdisziplinaranwalt aus Seide. Am Barett trägt der Bundeswehrdisziplinaranwalt zwei karmesinrote Schnüre in Seide.

## Bundeswehrdisziplinaranwälte
- 1957–1967: Elmar Brandstetter
- 1968–1975: Martin Bruneß
- 1975–1993: Joachim Huth
- 1993–1999: Peter Wolf
- 1999–2002: Richard Alff
- 2003–2009: Gerhard Gebken
- 2009–2015: Holger Zetzsche
- 2015–2017: Sylvia Spies-Otto[1]
- 2018–2020: Martina Rosenberg[2]
- 2020–2022: Thomas Breitwieser/Alexander Leckebusch (jeweils kommissarisch / in Vertretung)
- 2023–2024: Mareike Wittenberg[3][4]